# Remy Brand
Remy Brand (Sydney, 1º novembre 1990) è un attore e fotografo australiano molto conosciuto per aver interpretato il ruolo di Sam Fox nella serie televisiva Sam Fox: Extreme Adventures.

## Biografia
Nato a Sydney nel 1990, Remy Brand ha esordito come attore a ventun'anni recitando in un episodio della serie televisiva Home and Away. Nel 2014 ha ottenuto grande successo interpretandi il ruolo del protagonista nella serie Sam Fox: Extreme Adventures. In seguito ha temporaneamente lasciato la carriera di attore per dedicarsi a quella di fotografo girando il mondo. Nel 2018 è tornato a recitare nel film Ding Dong I'm Gay.

## Filmografia

### Cinema
- Crushed, regia di Megan Riakos (2015)

### Televisione
- Home and Away (Home and Away) - soap opera, nell'episodio 1.5418 (2011)
- Sam Fox: Extreme Adventures - serie TV, 26 episodi (2014)
- The Rackaracka - serie TV, 9 episodi (2014-2016)
- Ding Dong I'm Gay, regia di Sarah Bishop - film TV (2018)